# Direktronik
Direktronik AB är ett företag i Nynäshamn som importerar och säljer hårdvara för data- och nätverkskommunikation. Bolaget grundades 1986 av Christina Backlund och hennes man Anders Backlund. 
Ursprungligen tillverkades specialkablage till olika industrikunder men allt eftersom PC:n gjorde sitt intrång på kontoren expanderades sortimentet till att omfatta också apparater för att dela på periferiutrustningar såsom skrivare, modem och faxar. I takt med att datorer började kopplas samman i datornätverk utökades sortimentet med nätverkskort, nätverkshubbar, switchar och installationsmateriel. Numera ingår man i den börsnoterade koncernen Lagercrantz Group.